# بالابانووو (بلغارستان)
بالابانووو (به بلغاری: Balabanovo) یک منطقهٔ مسکونی در بلغارستان است که در شهرستان مومچیلگراد واقع شده‌است.